# Pseudopsodos delicatula
Pseudopsodos delicatula là một loài bướm đêm trong họ Geometridae.